# Undertaker (Comicserie)
Undertaker ist eine frankobelgische Western-Comic-Serie. Sie handelt von dem ehemaligen Soldaten Jonas Crow, der als Totengräber mit seinem Leichenwagen durch den Wilden Westen zieht. Autoren sind die Franzosen Ralph Meyer (Zeichner) und Xavier Dorison (Autor). Eine zusammenhängende Geschichte erstreckt sich über je zwei Alben.
Seit 2015 wird die Serie vom Verlag Dargaud veröffentlicht, die deutsche Übersetzung erfolgt bei Splitter. Undertaker ist das bislang umfangreichste Werk sowohl des Zeichners als auch des Texters. Letzterer hat mit W.E.S.T. zwar bereits eine weitere Serie mit über sechs Bänden geschrieben, diese allerdings mit Fabien Nury als Co-Autor, während Dorison bei Undertaker allein für das Szenario verantwortlich zeichnet.

## Alben
| Nr. | Deutscher Titel               | Jahr | Originaltitel         | Jahr |
| --- | ----------------------------- | ---- | --------------------- | ---- |
| 1   | Der Goldfresser               | 2015 | Le Mangeur d´or       | 2015 |
| 2   | Der Tanz der Geier            | 2016 | Le Danse des vautours | 2015 |
| 3   | Der Kannibale von Sutter Camp | 2017 | L´Ogre de Sutter Camp | 2017 |
| 4   | Der Schatten des Hippokrates  | 2018 | L´Ombre d´Hippocrate  | 2017 |
| 5   | Der weiße Indianer            | 2020 | L´Indien Blanc        | 2019 |
| 6   | Salvaje                       | 2022 | Salvaje               | 2021 |
| 7   | Mister Prairie                | 2024 | Mister prairie        | 2023 |

## Nominierungen und Auszeichnungen
2015 wurde Ralph Meyer für Band 1 der Serie als bester Zeichner mit dem Grand Prix Saint-Michel ausgezeichnet. 2016 war Band 1 einer der sechs Finalisten für den Prix de la BD Fnac, gewonnen hat den Preis Benjamin Renner mit Le Grand Méchant Renard. Im selben Jahr gewann Undertaker 1 den parallel vergebenen Prix de la BD Fnac Belgique.